# Ambulantactus davisi
Espèce
Synonymes
- Schizomus davisi Gertsch, 1940
- Stenochrus davisi (Gertsch, 1940)

Ambulantactus davisi est une espèce de schizomides de la famille des Hubbardiidae.

## Distribution
Cette espèce est endémique du Tamaulipas au Mexique,. Elle se rencontre vers San Fernando.

## Description
Le mâle holotype mesure 4,50 mm.

## Étymologie
Cette espèce est nommée en l'honneur de Louie Irby Davis.

## Publication originale
- Gertsch, 1940 : Two new American whip-scorpions of the family Schizomidae. American Museum Novitates, no 1077, p. 1-4 (texte intégral).